# Wiktor Udowenko
Wiktor Mychajłowycz Udowenko, ukr. Віктор Михайлович Удовенко, ros. Виктор Михайлович Удовенко, Wiktor Michajłowicz Udowienko (ur. 8 lutego 1947 w Kijowie) – ukraiński piłkarz, grający na pozycji bramkarza, trener piłkarski.

## Kariera piłkarska
Wychowanek Dynama Kijów. Pierwszy trener Mykoła Fominych. W 1965 rozpoczął karierę piłkarską w dynamowskim klubie, ale występował jedynie w drugiej drużynie. W 1966 przeszedł do Torpeda Berdiańsk. W tymże roku został powołany do wojska, gdzie służył w Dynamie Chmielnicki. Po zwolnieniu z wojska w październiku 1969 zgodził się na przejście do Metalista Charków. W 1973 został zaproszony do Dnipra Dniepropetrowsk, ale ciągle kontuzje nie pozwolili mu zagrać w pierwszym składzie. W 1974 roku powrócił do Metalista Charków, w którym zakończył karierę piłkarza w roku 1976.

## Kariera trenerska
Po zakończeniu kariery piłkarskiej rozpoczął pracę szkoleniowca. W latach 1977–1978 pracował jako dyrektor techniczny Metalista Charków. Po półtora roku przeniósł się do Szkoły Sportowej w Charkowie, gdzie pracował najpierw jako trener, a potem jako dyrektor. W 1987 zgodził się na zaproszenie od Jewhena Łemeszki i ponownie dołączył do sztabu szkoleniowego Metalista Charków, gdzie najpierw pomagał trenować piłkarzy klubu, a na początku 1996 został mianowany na stanowisko głównego trenera charkowskiego klubu, którym kierował do sierpnia 1996. Potem pracował jako wiceprezes klubu, a w czerwcu 2001 pełnił obowiązki głównego trenera Metalista. Następnie do 2010 pracował w klubie jako kierownik i dyrektor techniczny.

## Sukcesy i odznaczenia

### Sukcesy piłkarskie
Dynamo Chmielnicki
- mistrz Wtoroj ligi ZSRR: 1966 (1 ukraińska strefa Klasy B)
- wicemistrz Ukraińskiej SRR: 1966 (1 ukraińska strefa Klasy B)